# Grammatonotus ambiortus
Grammatonotus ambiortus är en fiskart som beskrevs av Prokofiev 2006. Grammatonotus ambiortus ingår i släktet Grammatonotus och familjen Callanthiidae. Inga underarter finns listade i Catalogue of Life.